# 艾达尔·梅特申
艾达尔·赖索维奇·梅特申（俄语：Айдар Раисович Метшин，羅馬化：Aydar Raisovich Metshin，羅馬化：Aydar Räis ulı Metşin，1963年8月27日出生）是俄罗斯政治人物，下卡姆斯克市前市长，第8届国家杜马代表。
1999年，梅钦当选为下卡姆斯克人民代表联合委员会代表。 2000年至2006年，他担任下卡姆斯克炼油厂行政总监。他辞去职务，转任下卡姆斯基区区长。 2008年至2021年，他还担任市议会代表，并担任下卡姆斯克市市长（2010年、2015年和2020年连任）。 2021年9月起担任第8届国家杜马代表。

## 制裁
他是美国财政部于2022年3月24日因2022年俄乌战争而受到制裁的国家杜马成员之一。出于同样的原因，他也招到英国政府的制裁。

## 家庭
他的弟弟伊利达尔·梅特申于1998年至2005年担任下卡姆斯克市长，随后担任喀山市长至今。
他的儿子穆拉特·梅特申是新世纪广播电视公司的记者。